# Zaur Ugujev
Zaur Risvanovitj Ugujev (ryska: Заур Ризванович Угуев), född 27 mars 1995 i Chasavjurt, är en rysk brottare som tävlar i fristil.

## Karriär
Vid EM 2025 i Bratislava tog Ugujev guld i 61 kg-klassen efter att ha besegrat armeniske Arsen Harutiunjan i finalen.